# 333508 Voiture
333508 Voiture è un asteroide della fascia principale. Scoperto nel 2005, presenta un'orbita caratterizzata da un semiasse maggiore pari a 2,2542193 UA e da un'eccentricità di 0,1405239, inclinata di 7,81339° rispetto all'eclittica.
L'asteroide è dedicato al poeta francese Vincent Voiture.